# Дир-Парк (тауншип, Миннесота)
Дир-Парк (англ. Deer Park) — тауншип в округе Пеннингтон, Миннесота, США. На 2000 год его население составило 130 человек.

## География
По данным Бюро переписи населения США площадь тауншипа составляет 59,7 км², из которых 59,7 км² занимает суша, водоёмов нет.

## Демография
По данным переписи населения 2000 года здесь находились 130 человек, 43 домохозяйства и 31 семья. Плотность населения —  2,2 чел./км². На территории тауншипа расположено 50 построек со средней плотностью 0,8 построек на один квадратный километр. Расовый состав населения: 99,23 % белых и 0,77 % азиатов.
Из 43 домохозяйств в 30,2 % воспитывались дети до 18 лет, в 65,1 % проживали супружеские пары, в 7,0 % проживали незамужние женщины и в 25,6 % домохозяйств проживали несемейные люди. 20,9 % домохозяйств состояли из одного человека, при том 16,3 % из — одиноких пожилых людей старше 65 лет. Средний размер домохозяйства — 3,02, а семьи — 3,41 человека.
30,8 % населения — младше 18 лет, 4,6 % — в возрасте от 18 до 24 лет, 25,4 % — от 25 до 44, 22,3 % — от 45 до 64, и 16,9 % — старше 65 лет. Средний возраст — 41 год. На каждые 100 женщин приходилось 116,7 мужчин. На каждые 100 женщин старше 18 приходилось 104,5 мужчин.
Средний годовой доход домохозяйства составлял 38 750 долларов, а средний годовой доход семьи —  47 000 долларов. Средний доход мужчин —  24 167  долларов, в то время как у женщин — 18 750. Доход на душу населения составил 13 216 долларов. За чертой бедности не находилась ни одна семья и 3,1 % всего населения тауншипа, из которых 28,6 % старше 65 лет.